# Tobias Fleischer
Tobias Fleischer magyaros névalakban Fleischer Tóbiás (1647. – 1713. február) erdélyi szász költő
Apja Andreas Fleischer nagyszebeni királybíró és fejedelmi tanácsos volt. A nagyszebeni gimnáziumban folytatott tanulmányai után külföldi egyetemekre utazott nevelője, Lorenz Töppelt kíséretében; 1666-tól Altdorfban, 1668-ban Padovában tanult. Hazatérése után szülővárosában 1685-től szenátori tisztséget töltött be, 1690-től Stadthahn, azaz városi kapitány volt. 
Egyetlen, latin nyelven alkotott költeménye maradt fenn Mathias Miles: Siebenbürgischer Würgengel (Nagyszeben, 1670) című kötetében.